# Dysdera erythrina
Dysdera erythrina (Walckenaer, 1802) è un ragno appartenente alla famiglia Dysderidae.

## Distribuzione
La specie è stata reperita in diverse località della regione compresa fra l'Europa e la Georgia.

## Tassonomia
È la specie tipo del genere Dysdera Latreille, 1804.
Non sono stati esaminati esemplari di questa specie dal 2009.
Attualmente, al dicembre 2013, sono note tre sottospecie descritte:
- Dysdera erythrina fervida Simon, 1882 - Corsica, isole Baleari
- Dysdera erythrina lantosquensis Simon, 1882 - Francia, Austria, Repubblica Ceca, Repubblica Slovacca
- Dysdera erythrina provincialis Simon, 1882 - Francia